# Official Secrets
Secrets d'estat (Official Secrets) és un docudrama, una pel·lícula de britànico-nord-americana de 2019 basada en la vida de la denunciant Katharine Gun, qui va filtrar un memoràndum on es detallava com els Estats Units havian escoltat a diplomàtics de països encarregats d'aprovar una segona resolució de les Nacions Unides sobre la invasió de l'Iraq. La pel·lícula està dirigida per Gavin Hood, i Gun és interpretada per Keira Knightley. La pel·lícula també és protagonitzada per Matt Smith, Matthew Goode, Adam Bakri, Indira Varma i Ralph Fiennes. Ha estat doblada al català.
La pel·lícula va fer la seva estrena mundial en el Festival de Cinema de Sundance el 28 de gener de 2019 i va ser estrenada als Estats Units el 30 d'agost de 2019, per IFC Films, i al Regne Unit el 18 d'octubre de 2019, per Entertainment One.

## Sinopsi
Katharine Gun és una denunciant del Servei d'Intel·ligència Britànica que, just després que s'anunciés la invasió de l'Iraq el 2003, va filtrar un document secret de la NSA. En ell s'especificava una missió d'espionatge cooperativa entre Estats Units i Regne Unit per investigar als membres del Consell de Seguretat de les Nacions Unides.

## Repartiment
- Keira Knightley com a Katharine Gun.
- Matt Smith com a Martin Bright.
- Matthew Goode com a Peter Beaumont.
- Rhys Ifans com a Ed Vulliamy.
- Adam Bakri com a Yasar Gun.
- Ralph Fiennes com a Ben Emmerson.
- Indira Varma com a Shami Chakrabarti.
- Conleth Hill com a Roger Alton.
- Tamsin Greig com a Elizabeth Wilmshurst.
- Hattie Morahan com a Yvonne Ridley.
- Ray Panthaki com a Kamal Ahmed.
- Angus Wright com a Mark Ellison.
- Chris Larkin com a Nigel H. Jones
- Monica Dolan com a Fiona Bygate.
- Jack Farthing com a Andy Dumfries.
- Clive Francis com a Admiral Nick Wilkinson.
- John Heffernan com a James Welch.
- Kenneth Cranham com a Judge Hyam.
- Darrell D'Silva com a Chilean Ambassador.
- Janie Dee com a Jan Clements.
- MyAnna Buring com a Jasmine.
- Chris Reilly com a Jerry.
- Shaun Dooley com a John.
- Peter Guinness com a TinTin.
- Jeremy Northam[2]

## Producció
El projecte va començar a desenvolupar-se el gener de 2016, amb Harrison Ford, Anthony Hopkins, Paul Bettany, Natalie Dormer i Martin Freeman en el repartiment de la pel·lícula, i es va anunciar l'inici de la filmació pel maig. Tahar Rahim i Gillian Anderson van ser seleccionats durant el Festival Internacional de Cinema de Berlín de 2016. No obstant això, al juny de 2017, la filmació encara no havia començat, i Anderson, membre del repartiment, va dir que no havia tingut cap més notícia sobre el projecte.
Pel gener de 2018, el projecte es va tornar a impulsar, amb Gavin Hood ara com a director, i Keira Knightley i Matt Smith es van incorporar al repartiment pel febrer; bastants actors inicialment anunciats ja no estaven involucrats en la pel·lícula. Pel març, Ralph Fiennes i Matthew Goode es van unir a l'elenc, i el rodatge va començar el 12 de març de 2018 a Yorkshire. El rodatge va tenir lloc al poble de Boston Spa el 14 de març. Indira Varma, Conleth Hill i Tamsin Greig es van incorporar l'endemà. La filmació va traslladar-se a Mánchester el 19 de març, com a suplència de Londres. El rodatge es va iniciar l'abril de 2018 en el St George's Hall de Liverpool.

## Estrena
La pel·lícula es va estrenar en el Festival de Cinema de Sundance el 28 de gener de 2019. Poc després, IFC Films va adquirir els drets de distribució nord-americana de la pel·lícula. Va ser llançat als Estats Units el 30 d'agost de 2019 i en el Regne Unit el 18 d'octubre de 2019.

## Recepció
Official Secrets va rebre comentaris generalment positius per part de la crítica i de l'audiència. En el lloc web especialitzat Rotten Tomatoes, la pel·lícula obté una aprovació del 79 %, basada en 72 ressenyes, amb una qualificació de 6.56/10 i un consens crític que diu: «Official Secrets té una estructura familiar i un missatge obvi però ben valuós, fonamentalment es basa en la força del poderós acompliment de Keira Knightley.» De part de l'audiència té una aprovació de 95 %, basada en 106 vots, amb una qualificació de 4.38/5.
El lloc web Metacritic li va donar a la pel·lícula una puntuació de 64 de 100, basada en 26 ressenyes, indicant "ressenyes generalment favorables". En el lloc IMDb els usuaris li van assignar una qualificació de 6.6/10, sobre la base de 454 vots.
En un article sobre la pel·lícula i Katherine Gun, Sam Husseini va escriure que "després d'haver seguit aquesta història des del principi, crec que aquesta pel·lícula és, per als estàndards de Hollywood, una descripció notablement precisa del que ha succeït fins avui"; dic fins avui "perquè la història més detallada encara no ha acabat".